# Intelligence and Terrorism Information Center
L'Intelligence and Terrorism Information Center (in ebraico: המרכז למורשת  (acronimo in ebraico Malam), "Centro per l'informazione su intelligence e terrorismo"), noto anche come Meir Amit Intelligence and Terrorism Information Center in onore di Meir Amit, è una agenzia di intelligence formalmente privata che opera nello Stato di Israele; la sua attività si è sviluppata principalmente attorno ai terroristi suicidi e nella lotta al terrorismo di matrice islamica.

## Storia
Nato nel 2001, ha strettissimi legami con la comunità dei servizi informativi israeliani, pur essendo una Organizzazione non governativa dedicata alla memoria dei caduti dell'intelligence israeliana.

## Operatività
Il Malam redige resoconti settimanali su un certo numero di soggetti, compresi Hamas, nazioni ostili ad Israele come l'Iran, l'Autorità Nazionale Palestinese, e varie altre organizzazioni nazionali ed estere. Parte di questi rapporti vengono pubblicati sul sito ufficiale dell'agenzia.
Poche informazioni sull'organizzazione sono disponibili, eccetto quelle riconducibili in un modo o nell'altro a fonti israeliane.